# Copa Roca 1914
La Copa Roca fue un torneo amistoso de fútbol jugado entre la selección brasileña y la selección argentina el 27 de septiembre de 1914. 
Fue el primer título oficial de la selección brasileña de fútbol.

## Reglamento
Hubo un solo partido y se disputó en suelo argentino, en el estadio del Club Gimnasia y Esgrima de la ciudad de Buenos Aires, el 27 de septiembre de 1914. El ganador del partido sería declarado campeón de la primera Copa Roca.

## Partido
Brasil y Argentina programaron el partido para el 20 de septiembre de 1914. El general Julio Argentino Roca estaba enfermo y murió un mes después del partido. El estadio de Club de Gimnasia y Esgrima La Plata, situado en el barrio de Palermo, acogió a unas 18.000 personas, la mayor afluencia de público para un partido de fútbol en Buenos Aires. Los argentinos ganaron 3-0, con dos goles de Carlos Izaguirre y uno de Aquiles Molfino. Debido a problemas para llegar en barco, los brasileños jugaron sin algunos de sus titulares, como Rubens Salles, y se acordó que sería sólo un amistoso, sin la copa en disputa.
Una semana después de la derrota, Brasil y Argentina volvieron a enfrentarse, ahora por el trofeo de la Copa Roca. En el mismo estadio de Gimnasia y Esgrima cabían poco más de 17.000 personas. El argentino Sayanes golpeó el balón hacia atrás y Rubens Salles se hizo con él, disparó desviado e inauguró el marcador en el minuto 13.
A los 21 minutos de la segunda parte, el delantero Roberto Leonardi, que era estudiante de medicina, recibió un saque de banda de Izaguirre, lo cogió con el pecho, lo remató de volea e igualó el partido. Antes de que los brasileños pudieran marcharse, el capitán argentino Galup Laus se acercó al árbitro y le dijo que Leonarido había golpeado el balón con la mano y no con el pecho. Borghert estrechó la mano del jugador argentino por su actitud honesta y ordenó saque de meta. Según el guardameta brasileño Marcos:
"A los argentinos les bastaba con empatar con nosotros para ser campeones. Íbamos ganando 1-0 cuando su centrocampista derecho me regaló un gol con la ayuda de la mano. Yo tenía el sol a la espalda y el árbitro lo tenía en la nariz. No vio la irregularidad. Pero Gallup Laus, capitán de Argentina, vino por detrás y obligó a su compañero a pedirme disculpas y al árbitro a anular el gol".
Al final del partido, que tuvo lugar en un ambiente de Juego limpio, típico de esa era amateur del fútbol, la delegación argentina declaró: "Que la victoria sólo significaba justicia, porque teniendo Argentina a Julio Argentino Roca, era justo que la Copa Roca fuera para los brasileños, como recuerdo concreto de su gran amigo".

## Resultado
| 1     | POR   | Rithner         |  |
|       | DEF   | Bernasconi      |  |
|       | DEF   | Lanús           |  |
|       | DEF   | Sande           |  |
|       | MED   | Naón            |  |
|       | MED   | Leonardi        |  |
|       | MED   | Crespo          |  |
|       | MED   | Izaguirre       |  |
|       | DEL   | Lamas           |  |
|       | DEL   | Sayanes         |  |
|       | DEL   | Antonio Piaggio |  |
| D. T. | D. T. | Rithner         |  |

| 1     | POR   | Marcos              |  |
|       | DEF   | Nery                |  |
|       | DEF   | Píndaro             |  |
|       | MED   | Rubens Sales        |  |
|       | MED   | Pernambuco          |  |
|       | MED   | Lagreca             |  |
|       | DEL   | Milton              |  |
|       | DEL   | Osvaldo             |  |
|       | DEL   | Barto               |  |
|       | DEL   | Arthur Friedenreich |  |
|       | DEL   | Arnaldo             |  |
| D. T. | D. T. | Sylvio Lagreca      |  |

| 13' | Rubens Sales | 0:1 |

| 1     | POR   | Rithner         |  |
|       | DEF   | Bernasconi      |  |
|       | DEF   | Lanús           |  |
|       | DEF   | Sande           |  |
|       | MED   | Naón            |  |
|       | MED   | Leonardi        |  |
|       | MED   | Crespo          |  |
|       | MED   | Izaguirre       |  |
|       | DEL   | Lamas           |  |
|       | DEL   | Sayanes         |  |
|       | DEL   | Antonio Piaggio |  |
| D. T. | D. T. | Rithner         |  |

| 1     | POR   | Marcos              |  |
|       | DEF   | Nery                |  |
|       | DEF   | Píndaro             |  |
|       | MED   | Rubens Sales        |  |
|       | MED   | Pernambuco          |  |
|       | MED   | Lagreca             |  |
|       | DEL   | Milton              |  |
|       | DEL   | Osvaldo             |  |
|       | DEL   | Barto               |  |
|       | DEL   | Arthur Friedenreich |  |
|       | DEL   | Arnaldo             |  |
| D. T. | D. T. | Sylvio Lagreca      |  |

| 13' | Rubens Sales | 0:1 |

| 1     | POR   | Rithner         |  |
|       | DEF   | Bernasconi      |  |
|       | DEF   | Lanús           |  |
|       | DEF   | Sande           |  |
|       | MED   | Naón            |  |
|       | MED   | Leonardi        |  |
|       | MED   | Crespo          |  |
|       | MED   | Izaguirre       |  |
|       | DEL   | Lamas           |  |
|       | DEL   | Sayanes         |  |
|       | DEL   | Antonio Piaggio |  |
| D. T. | D. T. | Rithner         |  |

| 1     | POR   | Marcos              |  |
|       | DEF   | Nery                |  |
|       | DEF   | Píndaro             |  |
|       | MED   | Rubens Sales        |  |
|       | MED   | Pernambuco          |  |
|       | MED   | Lagreca             |  |
|       | DEL   | Milton              |  |
|       | DEL   | Osvaldo             |  |
|       | DEL   | Barto               |  |
|       | DEL   | Arthur Friedenreich |  |
|       | DEL   | Arnaldo             |  |
| D. T. | D. T. | Sylvio Lagreca      |  |

| 13' | Rubens Sales | 0:1 |

| 1     | POR   | Rithner         |  |
|       | DEF   | Bernasconi      |  |
|       | DEF   | Lanús           |  |
|       | DEF   | Sande           |  |
|       | MED   | Naón            |  |
|       | MED   | Leonardi        |  |
|       | MED   | Crespo          |  |
|       | MED   | Izaguirre       |  |
|       | DEL   | Lamas           |  |
|       | DEL   | Sayanes         |  |
|       | DEL   | Antonio Piaggio |  |
| D. T. | D. T. | Rithner         |  |

| 1     | POR   | Marcos              |  |
|       | DEF   | Nery                |  |
|       | DEF   | Píndaro             |  |
|       | MED   | Rubens Sales        |  |
|       | MED   | Pernambuco          |  |
|       | MED   | Lagreca             |  |
|       | DEL   | Milton              |  |
|       | DEL   | Osvaldo             |  |
|       | DEL   | Barto               |  |
|       | DEL   | Arthur Friedenreich |  |
|       | DEL   | Arnaldo             |  |
| D. T. | D. T. | Sylvio Lagreca      |  |

| 13' | Rubens Sales | 0:1 |

| Bandera de Brasil |
| Campeón Brasil    |
| 1.er título       |